# Parafia Podwyższenia Krzyża Świętego w Zawadzie
Parafia Podwyższenia Krzyża Świętego w Zawadzie – rzymskokatolicka parafia znajdująca się w archidiecezji krakowskiej, w dekanacie Myślenice, w Polsce.